# Cirolana (Anopsilana) hirsuta
Cirolana (Anopsilana) hirsuta is een pissebed uit de familie Cirolanidae. De wetenschappelijke naam van de soort is voor het eerst geldig gepubliceerd in 2005 door Yasmeen.